# Архиепархия Удине
Архиепархия Удине (лат. Archidioecesis Utinensis, итал. Arcidiocesi di Udine) архиепархия-митрополия Римско-католической церкви, входящая в церковную область Тривенето. В настоящее время епархией управляет архиепископ-митрополит Андреа Бруно Маццокато. Почетный епископ – Пьетро Бролло.
Клир епархии включает 398 священников (316 епархиального и 82 монашествующих священников), 21 диакон, 99 монахов, 506 монахинь.
Адрес епархии: Via Treppo 7, 33100 Udine, Italia.
Патронами архиепархии Удине являются Святые Гермагор, епископ и Фортунат, диакон, мученики (70), бывшие патронами упраздненного патриархата Аквилеи.

## Территория
В юрисдикцию епархии входят 374 прихода в коммуннах Фриули-Венеция-Джулии: все коммуны в провинции Удине (кроме 11 коммун исторически принадлежавших графству Гориция и провинции Гориция) и 1 коммуна в провинции Беллуно области Венеция.
Все приходы образуют 24 деканата: Ампецо, Буйя, Чивидале, Кодройпо, Фаганья, Горто, Джемона, Латизана, Моджо-Удинезе, Мортельяно, Нимис, Пальманова, Ривиньяно-Вармо, Порпетто, Сан-Даниэеле-дей-Фриули, Росаццо, Сан Пьетро-ин-Карния-Палуццо, Сан-Пьетро-аль-Натизоне, Тарченто, Тольмеццо, Тарвизио, Тричезимо, Удине и Варьяно.
Кафедра архиепископа-митрополита находится в городе Удине в Соборе Санта Мария Аннунциата.
В состав митрополии (церковной провинции) Удине входит:
- Архиепархия Удине.

## История
Кафедра Удине основана 6 июля 1751 года буллой Iniuncta nobis Папы Бенедикта XIV, на части территории упраздненного патриархата Аквилеи. Первым архиепископом Удине стал Даниэле Дольфин, бывший патриарх Аквилеи, сохранявший этот титул до самой смерти.
1 мая 1818 года епархия Удине была введена в митрополию Венеции. Папа Пий IX 14 марта 1847 года повысил статус епархии до архиепархии и напрямую подчинил её Святому Престолу.
20 февраля 1932 года буллой Quo Christi fideles Папы Пия XI в состав епархии вошли деканат Тарвизио, принадлежавший епархии Гурк, и приход в Фузине-ин-Вальромана, принадлежавший епархии Любляны (ныне архиепархии).

## Ординарии епархии
- кардинал Даниэле Дольфин (6.7.1751 — 13.3.1762);
- Бартоломео Градениго (13.3.1762 — 2.11.1765);
- Джованни Джироламо Градениго (27.1.1766 — 30.6.1786) — театинец;
- Николо Анджело Сагредо (10.3.1788 — 18.6.1792) — назначен епископом Торчелло;
- кардинал Пьетро Антонио Дзордзи (24 сентября 1792 — 17 декабря 1803) сомаскинец;
  - Sede vacante (1803 — 1807);
- Бальдассаре Распонти (18.9.1807 — 14.2.1814);
  - Sede vacante (1814 — 1818);
- Гвальферио Ридольфи (1818 — 1818);
- Эммануэле Лоди (23.8.1819 — 1845) — доминиканец;
- Дзаккария Бричито (21.12.1846 — 6.12.1851);
- Джузеппе Луиджи Тревизанато (27.9.1852 — 7.4.1862) — назначен патриархом Венеции;
- Андреа Казасола (28.9.1863 — 1884);
- Джованни Мария Беренго (10.11.1884 — 1896);
- Пьетро Дзамбурлини (22.6.1896 — 1909);
- Антонио Анастазио Росси (8.1.1910 — 19.12.1927) — назначен латинским патриархом Константинополя;
- Джузеппе Ногара (27.1.1928 — 9.12.1952);
- Дзузеппе Дзаффонато (31.1.1956 — 29.9.1972);
- Альфредо Баттисти (13.12.1972 — 28.10.2000);
- Пьетро Бролло (28.10.2000 — 20.8.2009);
- Андреа Бруно Маццокато (с 20 августа 2009 года — по настоящее время).

## Статистика
На конец 2010 года из 505 018 человек, проживающих на территории епархии, католиками являлись 484 898 человек, что соответствует 96% от общего числа населения епархии.
| год  | население | население | население | священники | священники        | священники         | священники                           | постоянные диаконы | монахи  | монахи  | приходы |
| год  | католики  | всего     | %         | всего      | белое духовенство | черное духовенство | число католиков на одного священника | постоянные диаконы | мужчины | женщины | приходы |
| ---- | --------- | --------- | --------- | ---------- | ----------------- | ------------------ | ------------------------------------ | ------------------ | ------- | ------- | ------- |
| 1950 | 534.750   | 535.000   | 100,0     | 901        | 819               | 82                 | 593                                  |                    | 215     | 1.245   | 488     |
| 1969 | 497.600   | 497.812   | 100,0     | 834        | 739               | 95                 | 596                                  |                    | 125     | 1.363   | 406     |
| 1980 | 501.357   | 508.470   | 98,6      | 714        | 602               | 112                | 702                                  | 1                  | 153     | 1.015   | 487     |
| 1990 | 480.550   | 495.550   | 97,0      | 573        | 518               | 55                 | 838                                  | 10                 | 83      | 891     | 373     |
| 1999 | 478.500   | 488.000   | 98,1      | 507        | 412               | 95                 | 943                                  | 14                 | 121     | 787     | 373     |
| 2000 | 477.900   | 488.000   | 97,9      | 495        | 405               | 90                 | 965                                  | 15                 | 116     | 777     | 373     |
| 2001 | 478.000   | 488.000   | 98,0      | 491        | 396               | 95                 | 973                                  | 14                 | 120     | 767     | 373     |
| 2002 | 478.000   | 488.000   | 98,0      | 479        | 384               | 95                 | 997                                  | 14                 | 120     | 757     | 373     |
| 2003 | 478.000   | 488.500   | 97,9      | 457        | 367               | 90                 | 1.045                                | 16                 | 115     | 757     | 373     |
| 2004 | 478.000   | 488.500   | 97,9      | 438        | 348               | 90                 | 1.091                                | 16                 | 115     | 757     | 373     |
| 2010 | 484.898   | 505.018   | 96,0      | 398        | 316               | 82                 | 1.218                                | 21                 | 99      | 506     | 374     |